# وادي الهدار
وادي الهدار من أودية نجد. يقع الوادي بالقرب من بلدة البديع التابعة لمحافظة الأفلاج. تكثر في الوادي أشجار السمر الكبيرة٬ وهو وادٍ جميل ينحدر من الغرب وينتهي غرب بلدة البديع٬ ويخترقه طريق معبد.